# غرايز أناتومي (كتاب)
غرايز أناتومي (بالإنجليزية: Gray's Anatomy)‏ أو تشريح غراي كتاب باللغة الإنجليزية عن تشريح جسم الإنسان، كتبه هنري غراي. الطبعات الأولى من هذا الكتاب كانت تدعى: "التشريح: الوصفي والجراحي" (بالإنجليزية: Anatomy: Descriptive and Surgical)‏، ولكن اسم هذا الكتاب أصبح يعرف ويختصر إلى اسم: "غرايز أناتومي" (بالإنجليزية: Gray's Anatomy)‏، وكذلك أصبح عنوان الطبعات الحديثة منه. يعتبر هذا الكتاب من الكتب التي تركت أثراً واضحاً في مجاله، واستمر تنقيح الكتاب وإعادة نشره منذ إصداره الأول عام 1858 ليومنا الحاضر. نُشرت نسخة من هذه الطبعة الإنجليزية الأولى في الولايات المتحدة عام 1859، مع تعديلات طفيفة. الطبعة الحالية هي الثانية والأربعون من هذا الكتاب ونُشرت في أكتوبر 2020.

## اقرأ أيضاً
- قانون هيلتون
- سوزان ستاندرينغ

## وصلات خارجية
- نسخة متاحة على الإنترنت من كتاب "غرايز أناتومي" (بالإنجليزية)
- نسخة متاحة على الإنترنت من كتاب "غرايز أناتومي"(بالعربية)